# خلسا
خلسا (به اسپانیایی: Gelsa) یک دهستان در اسپانیا است که در استان ساراگوسا واقع شده‌است. خلسا ۷۲ کیلومتر مربع مساحت و ۱٬۲۱۶ نفر جمعیت دارد.